# Nikunau
Nikunau  je naseljeni koraljni otok u sastavu Kiribata.

## Zemljopis
Nalazi se u grupaciji Gilbertovih otoka, 41 km istočno od Berua.

## Stanovništvo
Prema popisu stanovništva iz 2005. godine, na otoku je živjelo 1912 osoba (980 muškaraca i 932 žene) u 6 naselja: Muribenua (240), Tabutoa (139), Rungata (933), Manriki (197), Nikumanu (316) i Tabomatang (87).
| broj stanovnika | 2061  | 1994  | 2009  | 1733  | 1912  |
|                 | 1985. | 1990. | 1995. | 2000. | 2005. |

## Vanjske poveznice
|  | Zajednički poslužitelj ima još gradiva o temi Nikunau |